# Cantone di Courseulles-sur-Mer
Il Cantone di Courseulles-sur-Mer è una divisione amministrativa dell'arrondissement di Bayeux e dell'arrondissement di Caen.
È stato costituito a seguito della riforma approvata con decreto del 17 febbraio 2014, che ha avuto attuazione dopo le elezioni dipartimentali del 2015.

## Composizione
Comprende i seguenti 22 comuni:
- Anguerny
- Anisy
- Arromanches-les-Bains
- Asnelles
- Banville
- Basly
- Bazenville
- Bernières-sur-Mer
- Colomby-sur-Thaon
- Courseulles-sur-Mer
- Crépon
- Cresserons
- Douvres-la-Délivrande
- Graye-sur-Mer
- Langrune-sur-Mer
- Luc-sur-Mer
- Meuvaines
- Plumetot
- Saint-Aubin-sur-Mer
- Saint-Côme-de-Fresné
- Sainte-Croix-sur-Mer
- Ver-sur-Mer